# Iguanura macrostachya
Iguanura macrostachya är en enhjärtbladig växtart som beskrevs av Odoardo Beccari. Iguanura macrostachya ingår i släktet Iguanura och familjen Arecaceae. Inga underarter finns listade i Catalogue of Life.